# エヴァン・エイモス
エヴァン・エイモス（英語: Evan Amos、1983年 - ）は、ゲーム機の高品質なストックフォトを撮影、オンライン百科事典『ウィキペディア』に寄稿し、パブリックドメインで公開している写真家である。2015年現在、ビデオゲーム機の無料デジタルアーカイブである「ヴァナモ・オンライン・ゲーム・ミュージアム」の運営に取り組んでいる。ニューヨーク・ブルックリン在住（2018年現在）。

## 業績

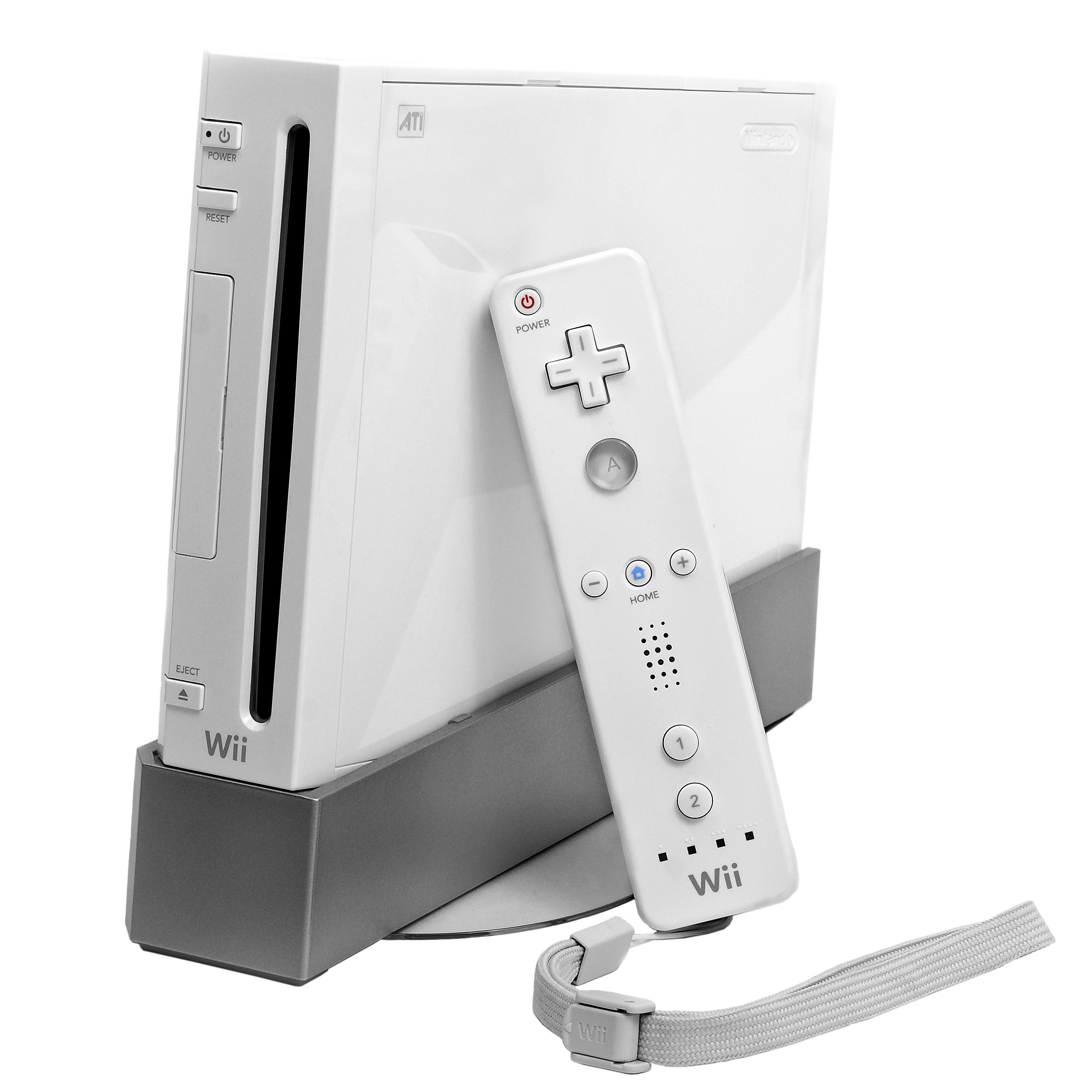
エイモスがウィキペディアのために撮った最初のゲーム機の写真は、この「Wii」の写真だった。

ウィキペディアに掲載されていたゲーム機の画像の質の低さに「腹が立った」エイモスは、これらのゲーム機が「時間とともに忘れ去られる」前に写真として記録することを決意した。 2010年にたまたま所有していた任天堂の「Wii」から始めるとすぐに「中毒」になり、思いつく限り全てのゲーム機の機種名をメモした。それをアメリカの広告コミュニティサイト「Craigslist」に掲載したところ、ニューヨーク州、ロング・アイランド島のハンティントン（英語版）に住むコレクターから連絡があり、セガやアタリをはじめとするさまざまなゲーム機のコレクションを撮影することができた。エイモスは自身が撮影し、フリーライセンスの下で公開した写真が印刷物やテレビ、インターネットなどのメディアにおいての需要が高まるにつれて、人気を博していることに「驚きを隠せない」としている。撮影した写真が使用される際にその名前がクレジットされることはほとんどない。  
ゲーム機を購入して写真を撮影した後、それらをニューヨーク大学ゲームセンター（英語版）と国立遊戯博物館（ザ・ストロング・ミュージアム）に寄贈し、再撮影が必要な場合はいつでも利用できるようになっている。
また、ファーストフードやキャンディーの写真を撮っては、ウィキメディア・コモンズを通じてウィキペディアに追加し、「ひどい食べっぷりだ」と自称している。

## プロジェクト
2013年、エイモスはさらなるハードウェアを購入するためにアメリカの企業Kickstarterのキャンペーンを通じて1万7493ドル（日本円にして191万1363円）を調達した。その目標は、ゲームの歴史を保存するために、ゲーム機のオンラインアーカイブである「ヴァナモ・オンライン・ゲーム・ミュージアム」（Vanamo Online Game Museum）を構築することである。ヴァナモ・オンライン・ゲーム・ミュージアムでは写真に加え、ゲーム機の歴史や開発の経緯などもそれぞれ幅広く紹介することを目的とする。
2018年11月6日、自著『The Game Console: A Photographic History from Atari To Xbox』（ノー・スターチ・プレス社）を出版した。この本では、様々なゲーム機とそのハードウェア、そして世代を超えた歴史の一部を紹介している。

## 作品例

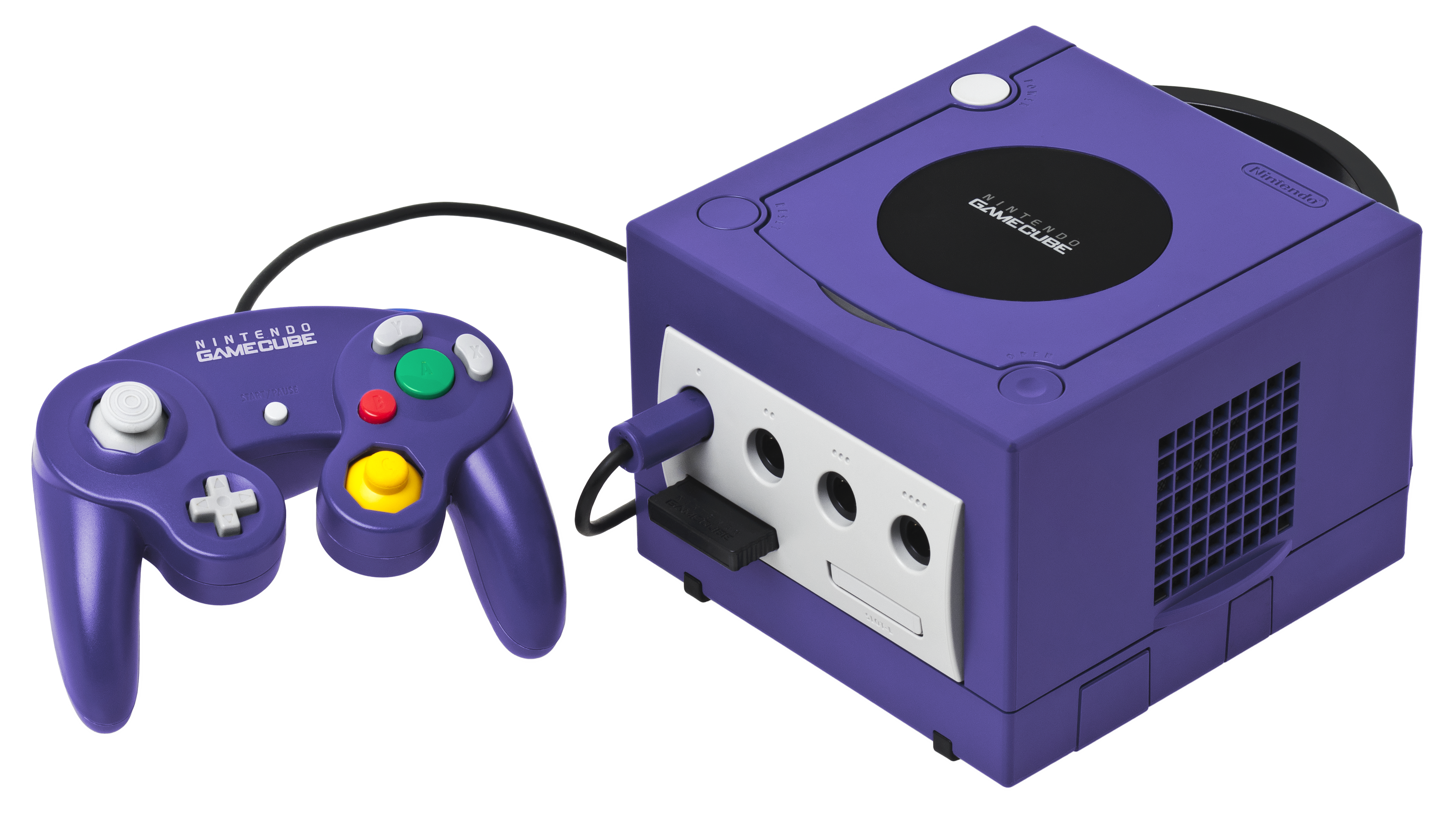
ニンテンドー ゲームキューブ
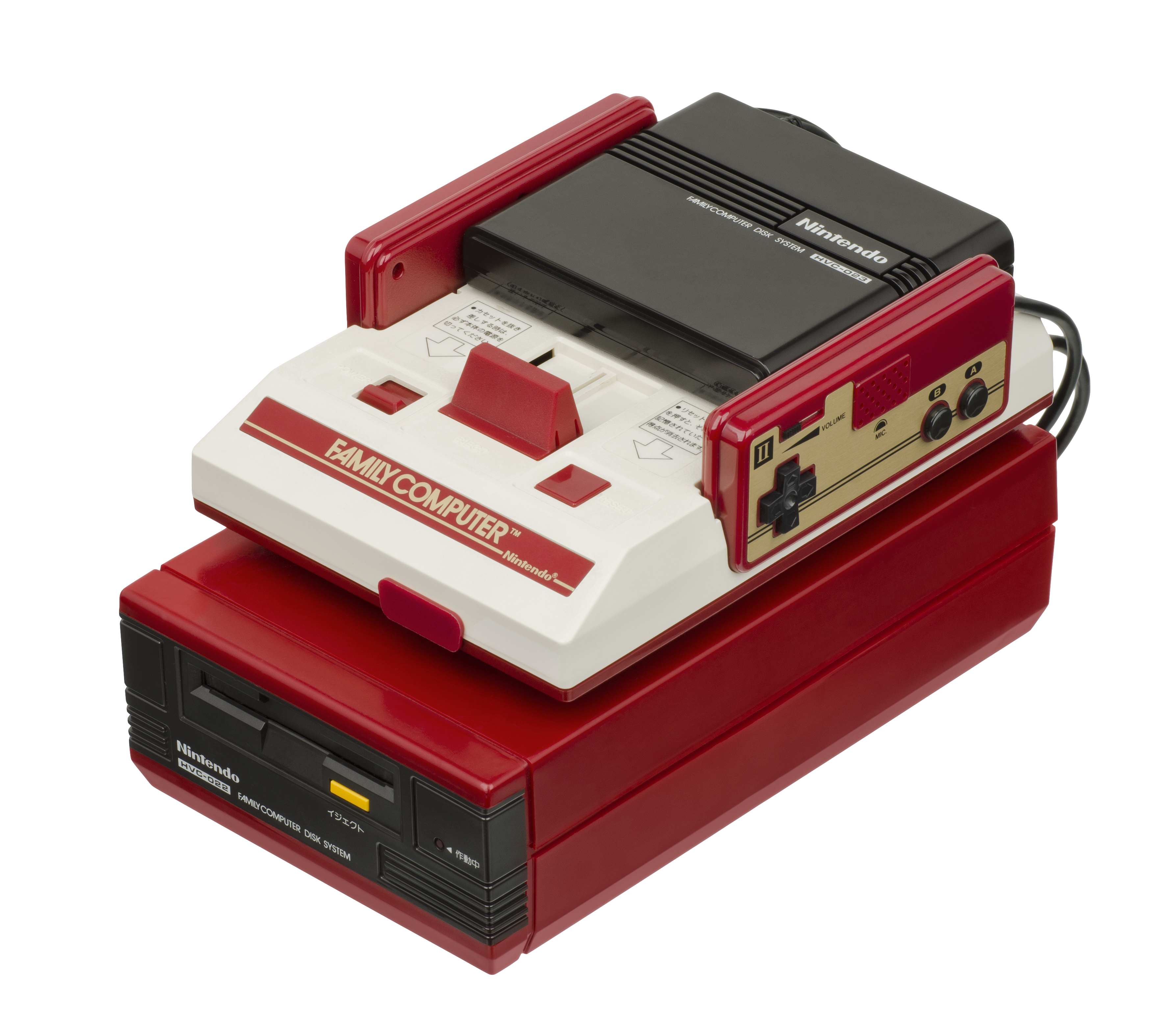
ファミリーコンピュータ ディスクシステム
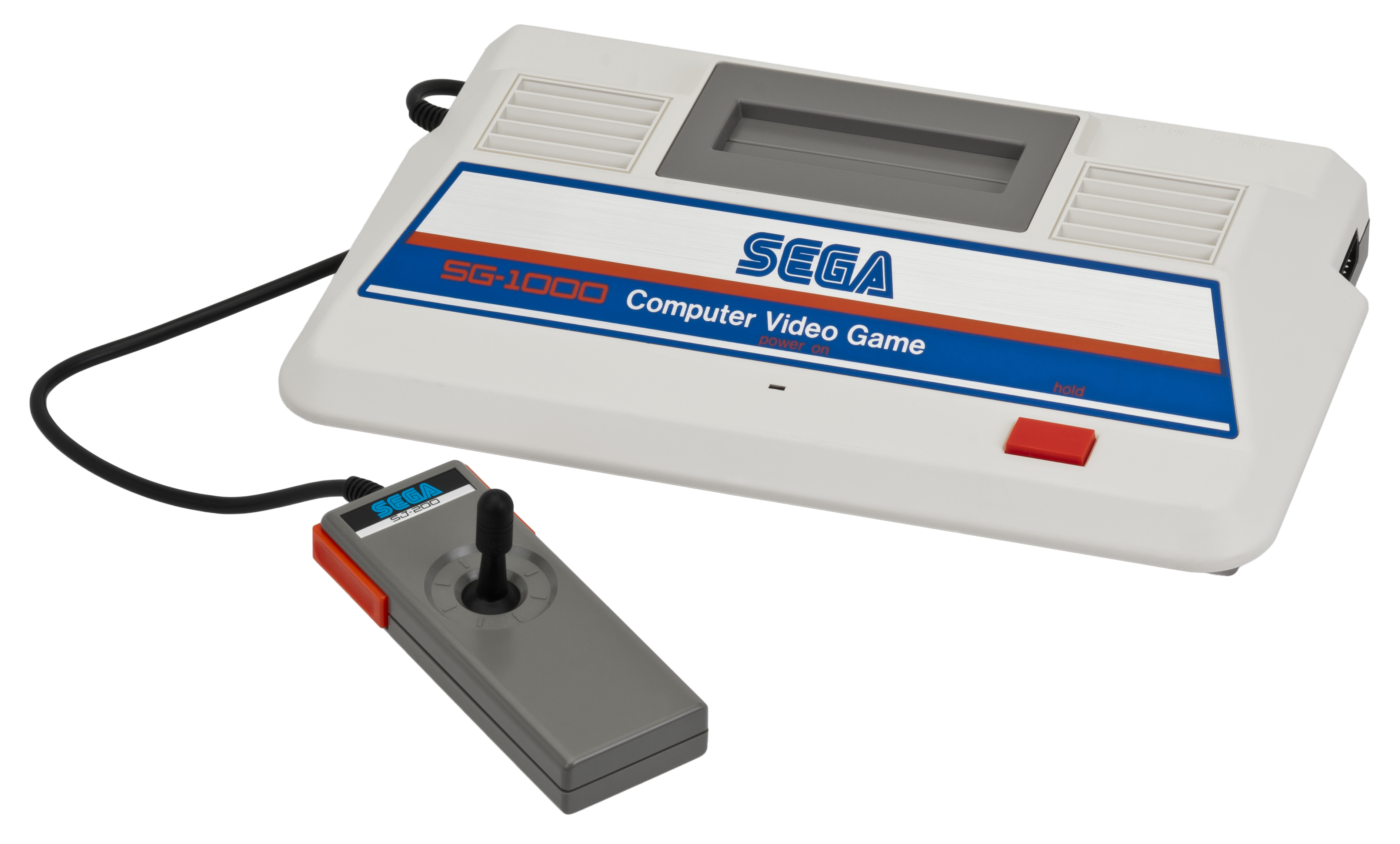
セガ SG-1000
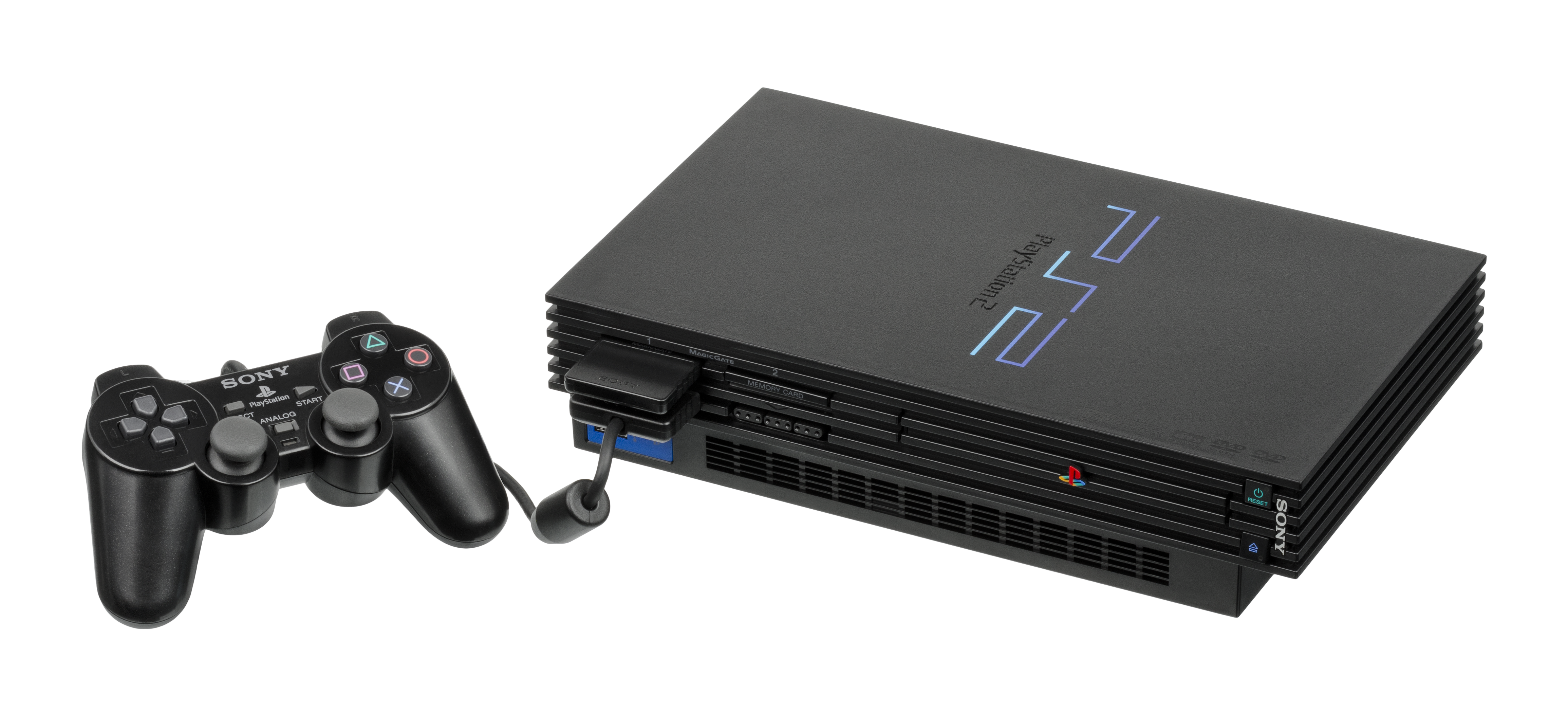
PlayStation 2
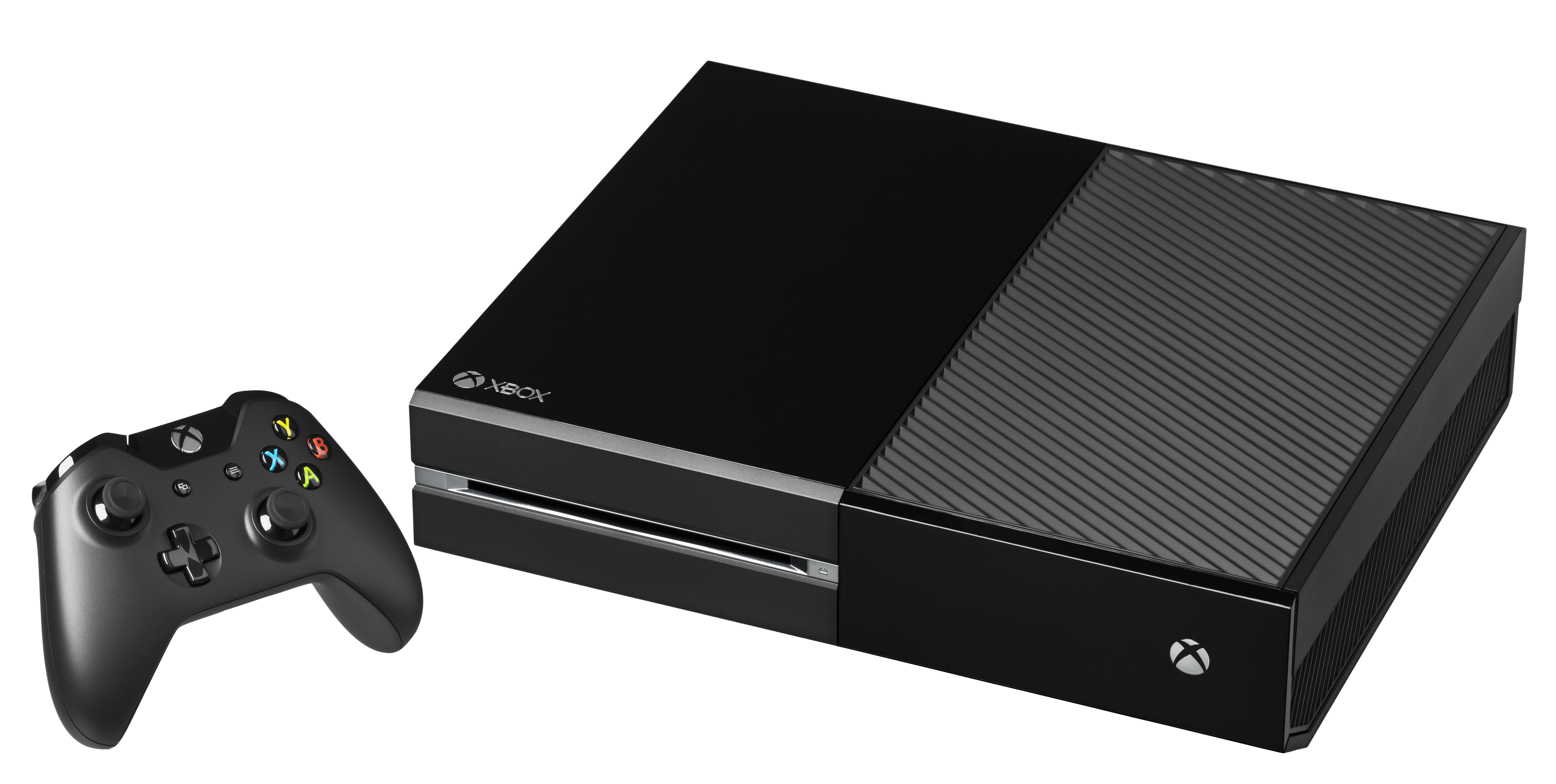
Xbox One
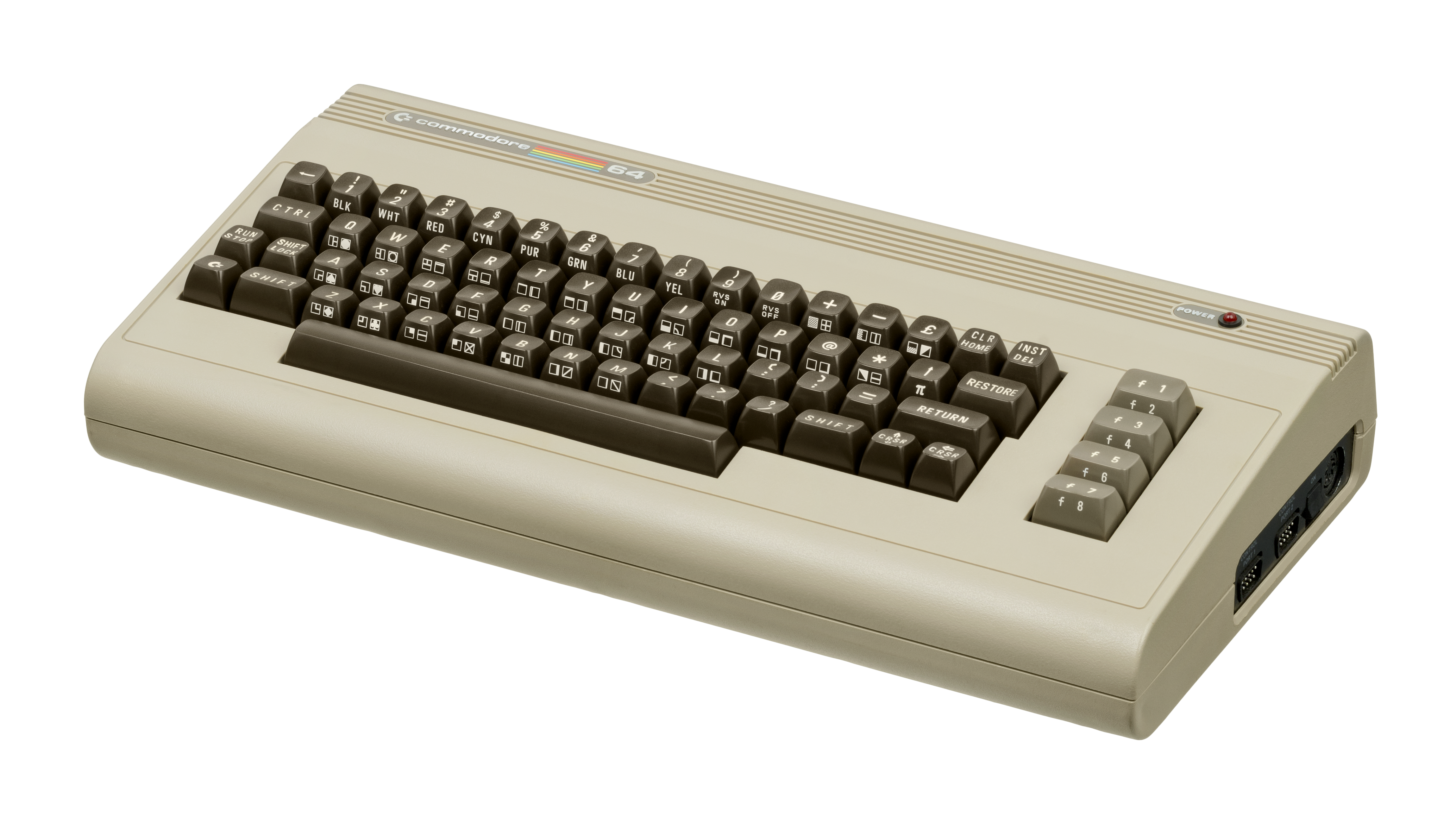
Commodore 64